# 梁禦
梁 禦（りょう ぎょ、生年不詳 - 538年）は、中国の北魏から西魏にかけての軍人・政治家。紇豆陵氏。字は善通。本貫は安定郡。

## 経歴
爾朱天光が関中に入ると、召し出されてその側近となり、宣威将軍・都将に任ぜられた。関中の平定に功績を挙げて、鎮西将軍・東益州刺史・第一領民酋長の位を受け、白水県伯に封ぜられた。征西将軍・金紫光禄大夫に転じた。
後に賀抜岳に従って長安に駐屯した。534年、賀抜岳が侯莫陳悦に殺害されると、梁禦は諸将とともに宇文泰を後継者に推した。侯莫陳悦を討ち、武衛将軍に転じた。宇文泰が関中を平定して、軍を東下させようとしたおり、雍州刺史賈顕度が両端を持し、高歓にも通じていた。宇文泰は梁禦を大都督・雍州刺史に任じて、前軍を率いて先行させた。梁禦は賈顕度と面会して宇文泰につくよう説得した。そこで賈顕度は宇文泰を出迎え、梁禦は雍州に駐屯した。車騎大将軍・儀同三司の位を受けた。
535年、西魏が建国されると、梁禦は右衛将軍に転じ、信都県公に進んだ。まもなく尚書右僕射に任ぜられた。537年、宇文泰の下で弘農を奪回し、沙苑の戦いに参戦した。侍中・開府儀同三司の位を加えられ、広平郡公に進んだ。東雍州刺史として出向した。538年、東雍州で死去した。太尉・尚書令・雍州刺史の位を追贈された。諡は武昭といった。
子の梁睿が爵位を嗣いだ。

## 伝記資料
- 『周書』巻17 列伝第9
- 『北史』巻59 列伝第47